# Setge d'Almenar
El Setge d'Almenar de 1641 fou un dels episodis de la Guerra dels Segadors.

## Antecedents
Poc després de la revolta que va suposar el Corpus de Sang, l'exèrcit de Felip IV d'Espanya va ocupar Tortosa i Tarragona, el 17 de gener de 1641, davant l'alarmant penetració de l'exèrcit castellà, Pau Claris al capdavant de la Generalitat de Catalunya, proclamà la República Catalana acordant una aliança política i militar amb França, posant Catalunya sota l'obediència de Lluís XIII de França. Pocs dies després, amb l'ajuda de l'exèrcit francès, la Generalitat obtingué una important victòria militar en la batalla de Montjuïc del 26 de gener de 1641, i les tropes castellanes es retiraven a Tarragona.
El 4 de maig de 1641 l'estol francès d'Henri d'Escoubleau de Sourdis es presentà davant de Tarragona i inicià el bloqueig de la ciutat amb les tropes de terra de Philippe de La Mothe-Houdancourt. Durant els mesos de maig i juny es lluità als voltants de Tarragona; el fort de Salou caigué en poder dels francesos el 9 de maig i batalla de Constantí el 13 de maig. Després de ser derrotats del 30 de juny al 4 de juliol de 1641 en la primera batalla naval de Tarragona, els espanyols van bastir un nou estol comandat per García Álvarez de Toledo y Mendoza que va aconseguir lliurar provisions a la ciutat i fer fugir l'estol francès al Rosselló.
Els espanyols anaven concentrant tropes a la frontera d'Aragó per atacar Lleida

## Batalla
La vila fou assetjada el novembre de 1641 per les tropes castellanes, dirigides per Jacinto Loris en total 3.000 infants, 2.000 cavalls i 6 canons de 24 o 30 lliures, i defensada pel capità Jaume d'Algerri amb únicament 100 arcabussers, fins que va arribar el general Philippe de La Mothe-Houdancourt. El 5 de novembre les tropes franco-catalanes sortien de Lleida, 1.500 infants (Regiment de Tonneins i un altre més 100 miquelets catalans) i 1.000 cavalls (regiments de Mérinville, Roches-Baritaut, la companyia de carabins de Sieur Duplessis i la del Baró de Caila del regiment Aubais), francesos vinguts dels voltants de Tarragona i la companyia de cavalls d'Amat junt amb el Terç de Lleida (400 homes). La Mothe va enviar durant la nit a 100 cavallers que van fer sonar les trompetes i tambors, fent creure als espanyols que s'enfrontaven amb un exèrcit superior, fent fugir als assetjants, que van deixar l'artilleria i bagatges.

## Conseqüències
Posteriorment Almenar fou presa i saquejada pel mateix Loris, i l'església, incendiada. Diego Mesía Felípez de Guzmán, marquès de Leganés intentaria prendre Lleida, i les tropes catalanes i franceses van continuar avançant fins a conquerir Montsó i intentar conquerir Tortosa sense èxit.